# Pariya Junhasavasdikul
Pariya Junhasavasdikul (Bangkok, 14 augustus 1984) is een Thais professional golfer en heeft een vliegbrevet. Hij speelt op de Aziatische PGA Tour.

## Amateur
Hij studeerde aan de Perdue University en speelde golf voor het universiteitsteam. In 2003 speelde zij voor het eerst in het Thailand Open, en eindigde op de 50ste plaats.

### Gewonnen
- 2001: Volkswagen Singapore Junior Open, Thailand Amateur
- 2002: Optimist International Junior Golf Championship in West Palm Beach, Florida, Grohe NGC Junior Open Championship

## Professional
Pariya Junhasavasdikul werd in 2008 professional. In 2010 behaalde hij zijn eerste overwinning op de Aziatische Tour. Hij won de Taiwan MAsters door Rahman Siddikur in de play-off te verslaan.

## Gewonnen

#### Aziatische Tour
- 2010: Mercuries Taiwan Masters

#### Elders
- 2008: Mercedes-Benz Masters in Singapore.